# 극한
해석학 및 위상수학에서 극한(極限, 영어: limit) 또는 극한값(極限-)은 수열이나 함수 따위가 한없이 가까워지는 값이다. 기호는 {\displaystyle \lim }. 수렴(收斂, 영어: convergence)은 수열이나 함수가 극한을 갖는 성질이다. 발산(發散, 영어: divergence)은 수렴에 반대되는 성질이다. 수열의 극한은 그물의 극한으로 자연스럽게 일반화되며, 함수의 극한은 필터의 극한의 특수한 경우다. 필터와 그물 사이의 대응 관계에 따라, 필터와 그물의 수렴 이론은 사실상 동치다.

## 정의

### 필터
다음 데이터가 주어졌다고 하자.
- 위상 공간 {\displaystyle X}
- {\displaystyle X}의 부분 집합들의 필터 기저 {\displaystyle {\mathcal {B}}\subset {\mathcal {P}}(X)}
- {\displaystyle x\in X}

만약 다음 조건이 성립한다면 필터 기저 {\displaystyle {\mathcal {B}}}가 점 {\displaystyle x}로 수렴한다(영어: the filter base {\displaystyle {\mathcal {F}}} converges to the point {\displaystyle x})고 하며, {\displaystyle x}를 {\displaystyle {\mathcal {B}}}의 극한이라고 한다. 이를 {\displaystyle {\mathcal {B}}\to x}라고 쓴다.
- {\displaystyle {\mathcal {N}}_{x}\subset \mathop {\uparrow } {\mathcal {B}}}. 즉, 임의의 근방 {\displaystyle U\ni x}에 대하여, {\displaystyle B\subset U}인 {\displaystyle B\in {\mathcal {B}}}가 존재한다. (여기서 {\displaystyle {\mathcal {N}}_{x}}는 {\displaystyle x}의 근방 필터이며, {\displaystyle \mathop {\uparrow } {\mathcal {B}}}는 {\displaystyle {\mathcal {B}}}의 상폐포다.)

다음 두 조건이 서로 동치이며, 이 조건이 성립한다면 {\displaystyle x}가 {\displaystyle {\mathcal {B}}}의 집적점(集積點, 영어: cluster point)이라고 한다.
- {\displaystyle \textstyle x\in \bigcap _{B\in {\mathcal {B}}}\operatorname {cl} B}. (여기서 {\displaystyle \operatorname {cl} B}는 {\displaystyle B}의 폐포다.)
- {\displaystyle {\mathcal {B}}'\to x}이며 {\displaystyle \mathop {\uparrow } {\mathcal {B}}\subset \mathop {\uparrow } {\mathcal {B}}'}인 필터 기저 {\displaystyle {\mathcal {B}}'\subset {\mathcal {P}}(X)}가 존재한다.

모든 극한은 집적점이지만, 그 역은 성립하지 않는다.
필터 기저 {\displaystyle {\mathcal {B}}}의 극한·집적점은 이로부터 유도되는 그물
{\displaystyle \{(b,B)\colon b\in B\in {\mathcal {B}}\}\to X}
{\displaystyle (b,B)\mapsto b}
의 극한·집적점과 일치한다. 이 그물의 정의역 위에 주어지는 상향 부분 순서는 다음과 같다.
{\displaystyle (b,B)\lesssim (b',B')\iff B\supset B'}

### 그물과 점렬
다음 데이터가 주어졌다고 하자.
- 위상 공간 {\displaystyle X}
- 그물 {\displaystyle (x_{i})_{i\in (I,\lesssim _{I})}\subset X}
- {\displaystyle x\in X}

만약 다음 조건이 성립한다면, 그물 {\displaystyle (x_{i})_{i\in I}}가 점 {\displaystyle x}로 수렴한다(영어: the net {\displaystyle (x_{i})_{i\in I}} converges to the point {\displaystyle x})고 하며, {\displaystyle x}를 {\displaystyle (x_{i})_{i\in I}}의 극한이라고 한다. 이를 {\displaystyle x_{i}\to x}라고 쓴다.
- 임의의 근방 {\displaystyle U\ni x}에 대하여, {\displaystyle \forall i\gtrsim _{I}i_{0}\colon x_{i}\in U}인 {\displaystyle i_{0}\in I}가 존재한다.

특히, 실수열 {\displaystyle (x_{n})_{n\in \mathbb {N} }\subset \mathbb {R} }의 경우 이 조건은 다음과 같다.
- 임의의 양의 실수 {\displaystyle \epsilon >0}에 대하여, {\displaystyle \forall n\geq n_{0}\colon |x_{n}-x|<\epsilon }인 자연수 {\displaystyle n_{0}\in \mathbb {N} }이 존재한다.

다음 세 조건이 서로 동치이며, 이 조건이 성립한다면 {\displaystyle x}가 {\displaystyle (x_{i})_{i\in I}}의 집적점이라고 한다.
- 임의의 근방 {\displaystyle U\ni x}에 대하여, {\displaystyle \{i\in I\colon x_{i}\in U\}}는 공종 집합이다.
- {\displaystyle x_{i(j)}\to x}인 상향 원순서 집합 {\displaystyle (J,\lesssim _{J})} 및 단조 공종 함수 {\displaystyle i\colon J\to I}가 존재한다.
- {\displaystyle x_{i(j)}\to x}이며 {\displaystyle \forall i_{0}\in I\exists j_{0}\in J\forall j\in j_{0}\colon i(j)\gtrsim i_{0}}인 상향 원순서 집합 {\displaystyle (J,\lesssim _{J})} 및 함수 {\displaystyle i\colon J\to I}가 존재한다.

모든 극한은 집적점이지만, 그 역은 성립하지 않는다.
그물 {\displaystyle (x_{i})_{i\in I}}의 극한·집적점은 그물로부터 유도되는 필터 기저
{\displaystyle \{\{x_{i}\colon i\gtrsim i_{0}\}\colon i_{0}\in I\}}
의 극한·집적점과 일치한다.
그물의 극한은 함수의 극한의 특수한 경우다. 구체적으로, 그물 {\displaystyle (x_{i})_{i\in (I,\lesssim _{I})}}은 {\displaystyle I\to X} 꼴의 함수다. {\displaystyle I}에 한 점을 추가한 집합 {\displaystyle I\cup \{\infty \}} 위에 다음과 같은 위상을 부여하자. 모든 {\displaystyle i\in I}는 고립점이며, {\displaystyle \infty }의 열린 근방은 ({\displaystyle \infty }와) {\displaystyle \{i\in I\colon i\gtrsim _{I}i_{0}\}} 꼴의 집합을 포함하는 집합들이다. 이 경우,
{\displaystyle {\mathcal {D}}_{\infty }=\mathop {\uparrow } \{\{i\in I\colon i\gtrsim _{I}i_{0}\}\colon i_{0}\in I\}}
이며, 그 그물에 대한 상
{\displaystyle \{\{x_{i}\colon i\in D\}\colon D\in {\mathcal {D}}_{\infty }\}}
은 그물로 유도되는 필터 기저와 같은 필터를 생성한다. 따라서, {\displaystyle (x_{i})_{i\in I}}의 {\displaystyle \infty }에서의 함수 극한은 그물 극한과 일치한다.
{\displaystyle \mathbb {N} } 위의 전순서에 의하여, 점렬은 그물의 특수한 경우다. 위상 공간 속 점렬의 극한·집적점은 그물로서의 극한·집적점이다. 점렬의 경우, 부분 점렬의 극한은 항상 집적점이지만, 그 역은 성립하지 않는다.

### 함수
다음 데이터가 주어졌다고 하자.
- 위상 공간 {\displaystyle X}, {\displaystyle Y}
- {\displaystyle x_{0}\in X}
- 함수 {\displaystyle f\colon X\setminus \{x_{0}\}\to Y}
- {\displaystyle y_{0}\in Y}

그렇다면, {\displaystyle x_{0}}의 빠진 근방들의 집합족
{\displaystyle {\mathcal {D}}_{x_{0}}=\{U\setminus \{x_{0}\}\colon U\in {\mathcal {N}}_{x_{0}}\}}
은 {\displaystyle X\setminus \{x_{0}\}}의 부분 집합들의 필터를 이루며, 따라서 그 상 {\displaystyle f({\mathcal {D}}_{x_{0}})}은 {\displaystyle Y}의 부분 집합들의 필터 기저를 이룬다. 만약 다음 조건이 성립한다면, 함수 {\displaystyle f}가 점 {\displaystyle x_{0}}에서 점 {\displaystyle y_{0}}로 수렴한다(영어: the map {\displaystyle f} converges to the point {\displaystyle y_{0}} at the point {\displaystyle x_{0}})고 하며, {\displaystyle y_{0}}을 {\displaystyle f}의 {\displaystyle x_{0}}에서의 극한이라고 한다. 이는
{\displaystyle f(x)\to y_{0}\qquad (x\to x_{0})}
라고 쓴다.
- {\displaystyle f({\mathcal {D}}_{x_{0}})}는 {\displaystyle y_{0}}으로 수렴한다. 즉, 임의의 근방 {\displaystyle V\ni y_{0}}에 대하여, {\displaystyle f(U\setminus \{x_{0}\})\subset V}인 근방 {\displaystyle U\ni x_{0}}이 존재한다.

특히, 실함수 {\displaystyle f\colon \mathbb {R} \setminus \{x_{0}\}\to \mathbb {R} }의 경우, 이 조건은 다음과 같다.
- 임의의 양의 실수 {\displaystyle \epsilon >0}에 대하여, {\displaystyle f((x_{0}-\delta ,x_{0})\cup (x_{0},x_{0}+\delta ))\subset (y_{0}-\epsilon ,y_{0}+\epsilon )}인 양의 실수 {\displaystyle \delta >0}이 존재한다.

{\displaystyle X=\mathbb {R} }가 실수선일 때, {\displaystyle {\mathcal {D}}_{x_{0}}} 대신
{\displaystyle {\mathcal {D}}_{x_{0}}^{-}=\{U\cap (-\infty ,x_{0})\colon U\in {\mathcal {N}}_{x_{0}}\}}
{\displaystyle {\mathcal {D}}_{x_{0}}^{+}=\{U\cap (x_{0},\infty )\colon U\in {\mathcal {N}}_{x_{0}}\}}
을 사용하면 {\displaystyle f}의 {\displaystyle x_{0}}에서의 좌극한(左極限, 영어: left limit)·우극한(右極限, 영어: right limit)의 개념을 얻는다.

## 성질

### 존재와 유일성
필터는 극한을 가지지 않을 수 있으며, 여러 개의 극한을 가질 수도 있다. 예를 들어, 무한 이산 공간 속 쌍대 유한 집합들의 필터는 집적점을 가지지 않는다. 비이산 공간의 모든 필터는 모든 점으로 수렴한다. 주어진 위상 공간의 모든 부분 집합들은 자명하게 필터를 이루며, 이는 위상 공간 속 모든 점으로 수렴한다.
위상 공간에 대하여, 다음 조건들이 서로 동치다.
- 모든 필터는 집적점을 갖는다.
- 콤팩트 공간이다.

특히, 콤팩트 공간의 모든 그물은 수렴 부분 그물을 갖는다. 하지만 콤팩트 공간의 모든 점렬이 수렴 부분 점렬을 가질 필요는 없다. 이 조건은 점렬 콤팩트 공간이라고 불리며, 어느 한 조건도 다른 한 조건을 함의하지 않는다.
위상 공간에 대하여, 다음 조건들이 서로 동치다.
- 모든 (자명하지 않은) 수렴 필터의 극한은 유일하다.
- 하우스도르프 공간이다.

특히, 하우스도르프 공간 속 수렴 점렬의 극한은 유일하며, 이는 하우스도르프 조건보다 약한 조건이다. 이에 따라, 하우스도르프 공간 속 극한은 연산자의 꼴로 다음과 같이 나타낼 수 있다.
{\displaystyle \lim {\mathcal {F}}=x}
{\displaystyle \lim _{x\in I}x_{i}=x}
{\displaystyle \lim _{n\to \infty }x_{n}=x}
{\displaystyle \lim _{x\to x_{0}}f(x)=y_{0}}
(일부 저자는 극한이 유일하지 않은 경우에도 위와 같은 표기를 사용한다.)

### 시작 위상
다음 데이터가 주어졌다고 하자.
- 집합 {\displaystyle X}
- 위상 공간들의 족 {\displaystyle (Y_{i})_{i\in I}}
- 함수족 {\displaystyle (f_{i}\colon X\to Y_{i})_{i\in I}}
- {\displaystyle X}의 부분 집합들의 필터 기저 {\displaystyle {\mathcal {B}}\subset {\mathcal {P}}(X)}
- {\displaystyle x\in X}

그렇다면, 다음 두 조건이 서로 동치다.
- {\displaystyle X} 위에 모든 {\displaystyle f_{i}}들을 연속 함수로 만드는 가장 엉성한 시작 위상을 부여하였을 때, {\displaystyle {\mathcal {B}}\to x}
- 임의의 {\displaystyle i\in I}에 대하여, {\displaystyle f_{i}({\mathcal {B}})\to f_{i}(x)}

특수한 경우들은 다음과 같다.

#### 부분 공간
다음 데이터가 주어졌다고 하자.
- 위상 공간 {\displaystyle X}
- 부분 집합 {\displaystyle Y\subset X}
- {\displaystyle Y}의 부분 집합들의 필터 기저 {\displaystyle {\mathcal {B}}\subset {\mathcal {P}}(Y)}
- {\displaystyle y\in Y}

그렇다면, 다음 두 조건이 서로 동치다.
- {\displaystyle {\mathcal {B}}\to y}
- {\displaystyle X}에서 {\displaystyle {\mathcal {B}}\to y}

즉, 부분 집합에서의 수렴은 모공간에서의 수렴과 일치한다.

#### 곱공간
다음 데이터가 주어졌다고 하자.
- 위상 공간들의 집합 {\displaystyle (X_{i})_{i\in I}}. {\displaystyle \textstyle X=\prod _{i\in I}X_{i}}가 그 곱공간, {\displaystyle \pi _{i}\colon X\to X_{i}}가 사영 함수들이라고 하자.
- {\displaystyle X}의 부분 집합들의 필터 기저 {\displaystyle {\mathcal {B}}\subset {\mathcal {P}}(X)}
- {\displaystyle x\in X}

그렇다면, 다음 두 조건이 서로 동치다.
- {\displaystyle {\mathcal {B}}\to x}
- 임의의 {\displaystyle i\in I}에 대하여, {\displaystyle \pi _{i}({\mathcal {B}})\to x_{i}}

즉, 곱공간에서의 수렴은 성분별 수렴이다.

### 이중 극한
다음 데이터가 주어졌다고 하자.
- 위상 공간 {\displaystyle X_{1}}, {\displaystyle X_{2}}
- 정칙 하우스도르프 공간 {\displaystyle Y}
- 함수 {\displaystyle f\colon X_{1}\times X_{2}\to Y}
- {\displaystyle a_{i}\in X_{i}} ({\displaystyle i=1,2})

이들이 다음 두 조건 만족시킨다고 하자.
- 극한 {\displaystyle \lim _{(x_{1},x_{2})\to (a_{1},a_{2})}f(x_{1},x_{2})}이 존재한다.
- 임의의 {\displaystyle x_{1}\in X_{1}}에 대하여, 극한 {\displaystyle \lim _{x_{2}\to a_{2}}f(x_{1},x_{2})}이 존재한다.

그렇다면, 이중 극한
{\displaystyle \lim _{x_{1}\to a_{1}}\lim _{x_{2}\to a_{2}}f(x_{1},x_{2})}
이 존재하며,
{\displaystyle \lim _{x_{1}\to a_{1}}\lim _{x_{2}\to a_{2}}f(x_{1},x_{2})=\lim _{(x_{1},x_{2})\to (a_{1},a_{2})}f(x_{1},x_{2})}
이다.
증명:
{\displaystyle b=\lim _{(x_{1},x_{2})\to (a_{1},a_{2})}f(x_{1},x_{2})\in Y}
{\displaystyle \forall x_{1}\in X\colon g(x_{1})=\lim _{x_{2}\to a_{2}}f(x_{1},x_{2})}
이라고 하자. 임의의 근방 {\displaystyle V\ni b}에 대하여, 근방 {\displaystyle U_{1}\ni a_{1}} 및 {\displaystyle U_{2}\ni a_{2}}이 존재하며,
{\displaystyle \forall x_{1}\in U_{1}\forall x_{2}\in U_{2}\colon f(x_{1},x_{2})\in V}
가 성립한다. 여기에 {\displaystyle x_{2}\to a_{2}}를 취하면
{\displaystyle \forall x_{1}\in U_{1}\colon g(x_{1})\in \operatorname {cl} V}
를 얻는다. 정칙성에 따라, {\displaystyle b}의 닫힌 근방들은 국소 기저를 이룬다. 따라서,
{\displaystyle \lim _{x_{1}\to a_{1}}g(x_{1})=b}
이다.

## 같이 보기
- 확률 변수의 수렴
- 극한 (범주론)
- 함수의 극한

## 참고 문헌
- Bourbaki, Nicolas (1989). 《General topology. Chapters 1–4》. Elements of Mathematics (Berlin) (영어) Reprint ofe 1966판. Berlin: Springer-Verlag. ISBN 3-540-19374-X. MR 0979294. Zbl 0683.54003.